# Iberische Geburtshelferkröte
Die Iberische Geburtshelferkröte (Alytes cisternasii) ist eine kleine Froschlurch-Art aus der Familie Alytidae.

## Beschreibung
Mit einer Länge von 3,6 cm bei den Männchen und 4,2 cm bei den Weibchen ist sie etwas kleiner als die Gemeine Geburtshelferkröte (Alytes obstetricans), der sie verwandtschaftlich nahesteht. Sie hat aber nur zwei Höcker auf der Handfläche gegenüber drei bei der Gemeinen Geburtshelferkröte. Ferner fallen ihr sehr kurzer breiter Kopf und die besonders kurzen Hinterbeine auf. Außerdem ist bei Alytes cisternasii der vierte Finger viel kürzer als der zweite und verdickt, während er bei ihrer Verwandten ebenso lang oder nur wenig kürzer als der zweite Finger ist. Auf den oberen Augenlidern befinden sich eine oder zwei Reihen rötlicher Wärzchen.
Die Grundfärbung ist in der Regel bräunlich, wobei oft ein verwaschen wirkendes Muster aus dunkleren Flecken besteht. Zwischen den stark hervortretenden Augen, welche senkrecht schlitzförmige Pupillen haben, findet sich manchmal eine helle Querbinde. Die Bauchseite ist schmutzig-weiß und ungefleckt.

## Vorkommen und Lebensweise

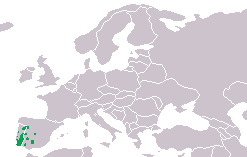
Verbreitung

Die Iberische Geburtshelferkröte kommt im südwestlichen Teil der Iberischen Halbinsel vor, unter anderem im Süden und Osten Portugals sowie im Westen Spaniens. In sandigen Gegenden hält sie sich tagsüber in selbstgegrabenen Erdgängen auf. Ihre Lebensweise und ihr Brutpflegeverhalten ähneln dem der Gemeinen Geburtshelferkröte. Die wie kurze Pfiffe klingenden Paarungsrufe der Männchen ertönen zwischen Oktober und Mai in den Abend- und Nachtstunden. Die Anzahl der Eier je Gelege eines Weibchens schwankt zwischen 30 und 60; ein Männchen kann aber wohl die Gelege mehrerer Weibchen gleichzeitig übernehmen und mit sich herumtragen. Die später ins Wasser (oft kleine Bäche) abgesetzten Kaulquappen können das ganze Jahr über in verschiedenen Entwicklungsstadien nebeneinander angetroffen werden. Sie benötigen bei einer Temperatur von 20 °C etwa 110 bis 140 Tage bis zur Metamorphose. Wichtigster Fressfeind der erwachsenen Tiere ist die Vipernatter.

## Gefährdung und Schutz
Gesetzlicher Schutzstatus (Auswahl)
- FFH-Richtlinie: Anhang IV (streng zu schützende Art)
- Bundesnaturschutzgesetz (BNatSchG): streng geschützt

Rote-Liste-Einstufung (Auswahl) 
- IUCN: Near threatened (Vorwarnliste)